# Epiphragma (Epiphragma) meridionalis
Epiphragma (Epiphragma) meridionalis is een tweevleugelige uit de familie steltmuggen (Limoniidae). De soort komt voor in het Australaziatisch gebied.